# Saulny
Saulny és un municipi francès, situat al departament del Mosel·la i a la regió del Gran Est. L'any 2007 tenia 1.446 habitants.

## Demografia

### Població
El 2007 la població de fet de Saulny era de 1.446 persones. Hi havia 510 famílies, de les quals 77 eren unipersonals (19 homes vivint sols i 58 dones vivint soles), 170 parelles sense fills, 236 parelles amb fills i 27 famílies monoparentals amb fills.
La població ha evolucionat segons el següent gràfic:
Habitants censats

### Habitatges
El 2007 hi havia 561 habitatges, 535 eren l'habitatge principal de la família, 11 eren segones residències i 14 estaven desocupats. 487 eren cases i 69 eren apartaments. Dels 535 habitatges principals, 466 estaven ocupats pels seus propietaris, 56 estaven llogats i ocupats pels llogaters i 14 estaven cedits a títol gratuït; 4 tenien una cambra, 10 en tenien dues, 33 en tenien tres, 91 en tenien quatre i 398 en tenien cinc o més. 501 habitatges disposaven pel capbaix d'una plaça de pàrquing. A 179 habitatges hi havia un automòbil i a 336 n'hi havia dos o més.

### Piràmide de població
La piràmide de població per edats i sexe el 2009 era:
| Homes | Edats   | Dones |
| ----- | ------- | ----- |
| 0     | 95 o +  | 0     |
| 0     | 90 a 94 | 8     |
| 0     | 85 a 89 | 8     |
| 8     | 80 a 84 | 0     |
| 20    | 75 a 79 | 16    |
| 8     | 70 a 74 | 16    |
| 28    | 65 a 69 | 20    |
| 24    | 60 a 64 | 24    |
| 36    | 55 a 59 | 32    |
| 32    | 50 a 54 | 48    |
| 100   | 45 a 49 | 68    |
| 52    | 40 a 44 | 68    |
| 24    | 35 a 39 | 52    |
| 28    | 30 a 34 | 28    |
| 24    | 25 a 29 | 12    |
| 40    | 20 a 24 | 32    |
| 72    | 15 a 19 | 56    |
| 56    | 10 a 14 | 44    |
| 36    | 5 a 9   | 36    |
| 36    | 0 a 4   | 12    |

## Economia
El 2007 la població en edat de treballar era de 1.004 persones, 732 eren actives i 272 eren inactives. De les 732 persones actives 682 estaven ocupades (357 homes i 325 dones) i 50 estaven aturades (20 homes i 30 dones). De les 272 persones inactives 101 estaven jubilades, 101 estaven estudiant i 70 estaven classificades com a «altres inactius».

### Ingressos
El 2009 a Saulny hi havia 549 unitats fiscals que integraven 1.528,5 persones, la mediana anual d'ingressos fiscals per persona era de 24.686 €.

### Activitats econòmiques
Dels 35 establiments que hi havia el 2007, 1 era d'una empresa de fabricació de material elèctric, 2 d'empreses de fabricació d'altres productes industrials, 11 d'empreses de construcció, 6 d'empreses de comerç i reparació d'automòbils, 1 d'una empresa d'hostatgeria i restauració, 1 d'una empresa financera, 4 d'empreses immobiliàries, 5 d'empreses de serveis, 2 d'entitats de l'administració pública i 2 d'empreses classificades com a «altres activitats de serveis».
Dels 12 establiments de servei als particulars que hi havia el 2009, 1 era un paleta, 1 guixaire pintor, 2 fusteries, 4 lampisteries, 1 electricista, 1 empresa de construcció, 1 restaurant i 1 agència immobiliària.
L'any 2000 a Saulny hi havia 4 explotacions agrícoles.

## Equipaments sanitaris i escolars
L'únic equipament sanitari que hi havia el 2009 era una ambulància.
El 2009 hi havia 1 escola maternal i 1 escola elemental.

## Poblacions més properes
El següent diagrama mostra les poblacions més properes.